# 매슈 퀵

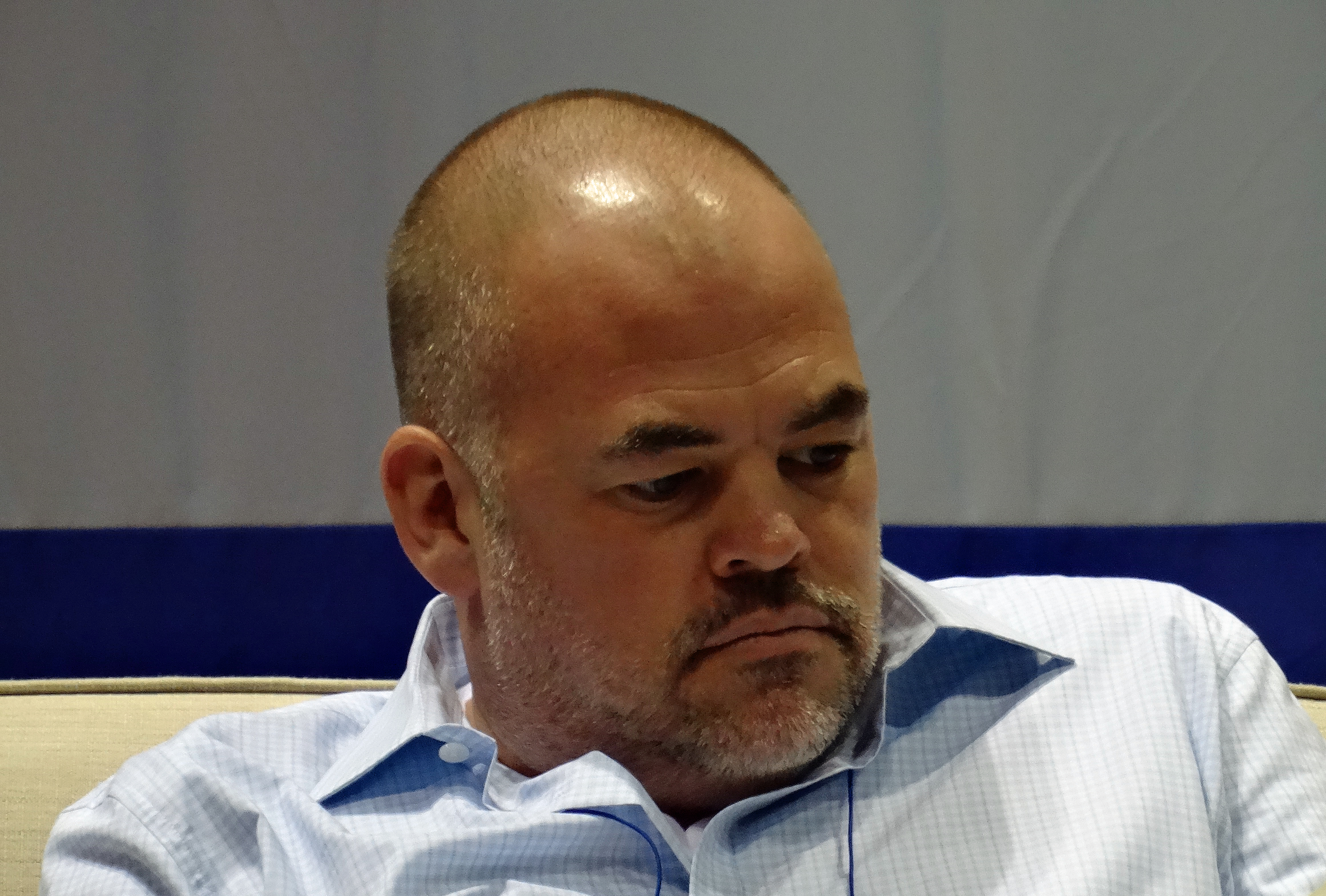
매슈 퀵

매슈 퀵(Matthew Quick, 1973년 10월 23일 ~ )은 미국의 소설가이다. 데뷔 소설 《실버라이닝 플레이북》으로 가장 잘 알려져 있다.

## 작품
- 《실버라이닝 플레이북》 (The Silver Linings Playbook, 2008)
- Sorta Like a Rockstar (2010)
- 《보이21》 (Boy21, 2012)
- 《용서해줘, 레너드 피콕》 (Forgive Me, Leonard Peacock, 2013)
- 《지금 이 순간의 행운》 (The Good Luck of Right Now, 2014)